# Ha-Olam ha-Ze – Kóah Hadaix
Ha-Olam ha-Ze – Kóah Hadaix (hebreu: העולם הזה – כוח חדש‎, Aquest Món, Nova Força) fou un partit polític d'Israel fundat per Uri Avnery, editor i propietari de la revista antisistema ha-Olam ha-Ze, i va ser el primer partit radical important a Israel. Sorprenentment, va passar el llindar electoral a les eleccions del 1965, amb l'1,2% dels vots i un escó, ocupat per Avnery.
A les eleccions de 1969 el partit va obtenir dos escons, que compartí amb Shalom Cohen, també periodista i copropietari de la revista que editaven. Tanmateix, els desacords entre Avnery i Cohen van provocar el trencament del partit el 4 de gener de 1972. Cohen participà a la Kenésset com a diputat independent, mentre que el 3 de juliol de 1973 Avnery va crear un nou partit, Meri, però no va aconseguir guanyar cap escó a les eleccions de 1973. Després reaparegué a la Kenésset com a membre del Camp d'Esquerra d'Israel.